# Lijst van voetbalinterlands Amerikaanse Maagdeneilanden - Kaaimaneilanden
Deze lijst van voetbalinterlands is een overzicht van alle officiële voetbalwedstrijden tussen de nationale teams van de Amerikaanse Maagdeneilanden en de Kaaimaneilanden. De landen speelden tot op heden vier keer tegen elkaar. De eerste ontmoeting, een groepswedstrijd tijdens de CONCACAF Nations League 2019/20, werd gespeeld in Christiansted op 5 september 2019. Het laatste duel, een groepswedstrijd tijdens de CONCACAF Nations League 2023/24, vond plaats op 17 oktober 2023 in George Town.

## Wedstrijden
| № | Plaats        | Datum            | Competitie                      | Wedstrijd                     | Uitslag |
| - | ------------- | ---------------- | ------------------------------- | ----------------------------- | ------- |
| 1 | Christiansted | 5 september 2019 | CONCACAF Nations League 2019/20 | Am. Maagdeneil. − Kaaimaneil. | 0 − 2   |
| 2 | George Town   | 16 november 2019 | CONCACAF Nations League 2019/20 | Kaaimaneil. − Am. Maagdeneil. | 1 − 0   |
| 3 | Christiansted | 7 september 2023 | CONCACAF Nations League 2023/24 | Am. Maagdeneil. − Kaaimaneil. | 2 − 2   |
| 4 | George Town   | 17 oktober 2023  | CONCACAF Nations League 2023/24 | Kaaimaneil. − Am. Maagdeneil. | 2 − 1   |

## Samenvatting
| Competitie              | Totaal gespeeld | Winst Am. Maagdeneil. | Gelijk | Winst Kaaimaneil. | Doelsaldo Am. Maagdeneil. – Kaaimaneil. |
| ----------------------- | --------------- | --------------------- | ------ | ----------------- | --------------------------------------- |
| CONCACAF Nations League | 4               | 0                     | 1      | 3                 | 3 − 7                                   |
| Totaal                  | 4               | 0                     | 1      | 3                 | 3 − 7                                   |

Wedstrijden bepaald door strafschoppen worden, in lijn met de FIFA, als een gelijkspel gerekend.